# Ruderverein an den Teichwiesen

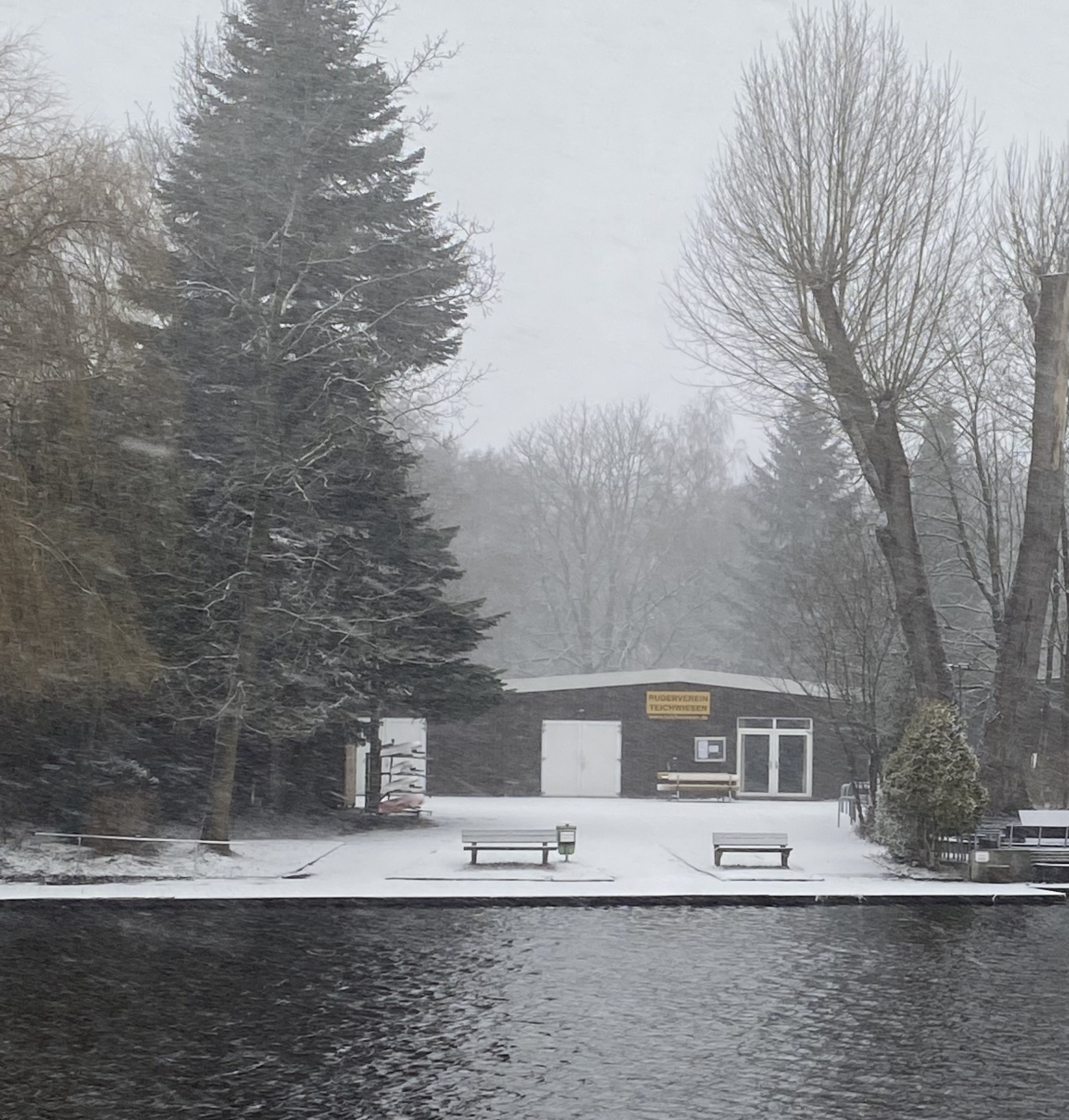
Das Bootshaus der Ruderverein an den Teichwiesen im Winter

Der Ruderverein an den Teichwiesen (kurz RVT) ist ein eingetragener Hamburger Ruderverein für Männer und Frauen, der sich nicht zu den Hamburger Traditions-Rudervereinen zählt. Das Bootshaus des RVT liegt unmittelbar an der Alster.

## Geschichte
Der RVT ist hervorgegangen aus dem Schülerruderverein der Schule an den Teichwiesen im Hamburger Stadtteil Volksdorf. Er wurde 1965 von Schülern, Lehrern und Ehemaligen dieser Schule zunächst für den Zweck gegründet, das Schülerrudern zu fördern.
Ein erster Höhepunkt wurde 1984 erreicht durch Titelgewinn und zweiten Platz bei Weltmeisterschaften, bei den Kanadischen Meisterschaften und bei der britischen Henley Royal Regatta, durch zweite und dritte Plätze beim Deutschen Meisterschaftsrudern, bei internationalen Traditionsrennen und bei den Junioren-Weltmeisterschaften im Rudern.
1986 bis 1987 brachten Medaillenplätze und Siege auf dem „Eichkranz“, Medaillenplätze bei der Deutschen Meisterschaft und bei internationalen Traditionsrennen sowie Nominierungen für die Weltmeisterschaft.
1988 bis 1989 konnte der Verein durch seine Ruderinnen zwei Deutsche Meisterschaften, mehrere Siege in internationalen Traditionsrennen und Medaillenplätze auf dem „Eichkranz“ einsammeln; auch der erste männliche Ruderer des Vereins steuerte einen zweiten Platz bei den Deutschen Meisterschaften bei.
Der rennsportliche Höhepunkt wurde erreicht, als  Christiane Weber 1991 in Wien bei den Weltmeisterschaften im Leichtgewichts-Doppelzweier den Titel gewann. Sie wiederholte diesen Erfolg 1992 bei den Weltmeisterschaften der nicht-olympischen Bootsklassen in Montreal.
Zwei Ruderer vom RVT und von dem benachbarten Ruderverein Wandsbek gewannen im  Achter Silber bei den Junioren-Weltmeisterschaften 1994. 
Der Ruderverein hat eine große Jugendgruppe und kooperiert im Leistungssport mit anderen Hamburger Rudervereinen.